# Chiesa di San Terenzio
La chiesa di San Terenzio (o anche San Terenzo) è un edificio di culto cattolico situato nella frazione di San Terenzo Monti, nel comune di Fivizzano, in provincia di Massa-Carrara. La chiesa è sede della parrocchia di San Terenzo Monti del vicariato di Fivizzano della diocesi di Massa Carrara-Pontremoli.

## Storia e descrizione
Fondata dal longobardo Transualdo nel 728, è una delle più antiche chiese della Lunigiana, e all'età longobarda appartiene forse il frammento marmoreo con la rappresentazione di una capra che bruca l'erba. 
La chiesa mantiene molti segni della successiva costruzione romanica, nel paramento a bozze di arenaria, in due archetti pensili con sirena bicaudata e serpente appartenenti ad un'abside e in altri frammenti scultorei murati esternamente.
Nel paramento murario è collocato un portale marmoreo. 
Internamente la chiesa è in stile barocco e conserva un fonte battesimale in marmo del 1480; un trittico in marmo del 1525 con la Madonna, San Terenzio e San Giovanni (Domenico Gar detto il franciosino); l'altar maggiore con balaustra in marmi policromi.